# マイファーム
株式会社マイファーム（英: MY FARM, INC.）は、京都府京都市に本社を置く日本の農業ベンチャー企業。

## 概要
2007年に西辻一真が創業した。主に耕作放棄地を活用した農サービス、教育、流通、生産など、農業に関わるさまざまな分野で事業を展開。自分で野菜を作り、収穫し、自分で食べる「自産自消ができる社会」を作ることを目指している。通称は「マイファーム」である。地産地消ならぬ”自産自消”を掲げ、農業を通じて人と物を結び続けてきた「マイファーム」。 2007年の創設以来、貸し農園や農業学校など幅広いサービスを通じて、マイファームの思い描く世界観を具現化してきた。さらに2018年からはアグリテックにのりだし、ネット市場の「ラクーザ」をリリースした。また社会人向け農業学校「アグリイノベーション大学校」に加え、兵庫県丹波市に「農の学校」という全日制有機農業学校を設立し、農業教育の普及活動に努めている。
2021年には学校法人札幌静修学園のオーナー企業となり、高等・中等教育に加えて幼児教育といった分野にも自然に向き合うプログラムを入れていくことで農業のもつ「人間力」を育成する力を生かそうとしている。
創業者である西辻が大学生の頃、農業人口の高齢化で増え続けている耕作放棄地を何とか活用し、農業を再生できないかと考えたこと、大学時代に読んだ新興国の人口増加と食料危機のレポートに衝撃を受け、食料自給率を高める必要性を強く感じた事や、都市生活者の間で家庭菜園などを通じて自然回帰する動きが出てきた事などが重なり合い、自産自消を定着させる仕組みづくりを目指したい、と考えたことがきっかけでマイファームを立ち上げた。

## 沿革
- 2007年（平成19年）9月 - 西辻一真が創業。体験農園マイファーム事業開始。
- 2011年（平成23年）4月 - 教育事業を開始（現・アグリイノベーション大学校）。
- 2013年（平成25年）8月 - 流通イノベーション事業を開始。
- 2015年（平成27年）11月 - 体験農園マイファームの農園数が100箇所になる。
- 2017年（平成29年）
  - 4月 - アグリイノベーション大学校が厚労省教育訓練給付金の指定講座に認定。
  - 5月 - マイファームつくる通信を創刊。
  - 9月 - 創業10周年を迎える。
  - 10月 - アグリイノベーション大学校の累積入学者数が1000人を突破（姉妹校を含む）。
- 2018年（平成30年）10月 - 会員制カタログ通販「やっちゃば倶楽部」を事業譲受。
- 2019年（平成31年/令和元年）
  - 3月 - 農家が値付けをし、全国の買い手が競りに参加できる卸売市場アプリ「ラクーザ」β版をリリース。
  - 4月 - 兵庫県丹波市、 全日制のオーガニック農業学校「丹波市立 農（みのり）の学校」を開校
  - 8月 - マイファーム沖縄事務所を開設。卸売市場アプリ「ラクーザ」正式版をリリース。
- 2020年（令和2年）7月 - 複数地域認定農業者を取得。
- 2021年（令和3年）
  - 5月 - 学校法人札幌静修学園の運営に参画。
  - 8月 - マイファーム福岡オフィスを開設。
- 2022年（令和4年）
  - 3月 - アグリイノベーション大学校の累積入学者数が2000人を突破（姉妹校を含む）。
  - 4月 - 茨城県笠間市の滞在型市民農園「笠間クラインガルテン」の指定管理者として運営を開始。
  - 8月 – 公式バーチャルYouTuber「YASAIKO」がデビュー。
- 2023年（令和5年）
  - 1月 – マレーシアにおけるドリアン生産事業運営に関わる合同会社アワーファームを設立。
  - 4月 – 学校法人札幌静修学園（札幌静修高等学校）の通信制課程におけるアグリコースの運営を開始。
  - 11月 - TOKYO PRO Marketへ株式を上場[3]。
- 2024年（令和6年）
  - 12月 - TOKYO PRO Market上場廃止。

## サービス
- 体験農園マイファーム（貸し農園事業） 全国各地でにある「耕作放棄地」をリメイクして、都市住まいの人が気軽に野菜づくりを楽しめる「体験農園」を運営。各農園には「自産自消アドバイザー」がいる。
- アグリイノベーション大学校（学校運営事業）- 農業から未来を考える、週末開講の農業スクール「アグリイノベーション大学校」。仕事を続けながら週末で農業を学びたい者に対し、農業の技術や経営に関しての知識・理解を深めるプログラムを提供している。
- オンライン卸売市場「ラクーザ」（仲介サービス）
- 野菜のBtoB 流通販売（流通事業）
- 会員制通販カタログ「やっちゃば倶楽部」（通販事業）
- 農業経営サポート（コンサルティング事業）- 農業経営者へ農産物の流通・販路、人材採用、機械リースの農業経営サポート。
- 参入支援・事業化サポート（コンサルティング事業）- 法人企業へ企業参入・事業化サポート、農業体験・研修。

## 株主・資本提携
- 株式会社ツムラ
- 株式会社マイナビ
- 自然電力株式会社
- 株式会社welzo
- DCMホールディングス株式会社
- SBテクノロジー株式会社
- カーコンビニ倶楽部株式会社
- 前田工繊株式会社
- 東京センチュリー株式会社
- ベルグアース株式会社
- 尾道産業株式会社
- 株式会社ラプラス・システム
- 株式会社冨山
- 株式会社ナンバ
- 全国農業協同組合連合会 等

## 出版物

### 関連書籍
- 『マイファーム 荒地からの挑戦 農と人をつなぐビジネスで社会を変える』（著者:西辻一真）（2012年4月27日、学芸出版社）ISBN 978-4-7615-1306-1
- 『ぼくらは働く、未来をつくる 向井理×12人のトップランナー』（著者:AERA編集部）（2014年11月20日、朝日新聞出版社）- 俳優・向井理と12人のトップランナーとの対談集 ISBN 978-4-02-331345-3
- 『農業再生に挑むコミュニティビジネス 豊かな地域資源を生かすために シリーズ・いま日本の「農」を問う 7』（著者:曽根原久司 西辻一真 平野俊己 佐藤幸次 南部町商工観光交流課）（2015年7月1日、ミネルヴァ書房）ISBN 9784623073054
- 『日英対訳 農業技術の教科書: Textbook of Agricultural Science and Technology』（著者:アグリイノベーション大学校）（2016年11月1日、マイファーム/一般社団法人農山漁村文化協会）ISBN 9784540152122

## 受賞歴
- 2010年1月 - 環境省・総務省「eco japan cup2009」ビジネス部門大賞受賞
- 2013年7月 - 日本河川協会「第15回 日本水大賞」グランプリ受賞
- 2017年1月 - 総務省「ふるさとづくり大賞」総務大臣賞受賞《個人表彰》（代表取締役　西辻 一真）
- 2018年2月 - 農林水産省「未来につながる持続可能な農業推進コンクール」有機農業・環境保全型農業部門 生産局長賞 受賞（アグリイノベーション大学校）
- 2022年6月 - 公益社団法人日本青年会議所「JCI JAPAN TOYP」農林水産大臣奨励賞 受賞《個人表彰》（代表取締役　西辻 一真）

## メディア出演歴

### テレビ番組
- 2009年
  - 9月1日 - テレビ東京「日経スペシャル ガイアの夜明け」#381“手作り食”が消費を動かす ～「作ってみたい」を応援する新ビジネス～【広がる家庭菜園ビジネス…「面倒な部分、引き受けます」】[4]
- 2015年
  - 3月 - 日本経済新聞　特集「異端力」【愚直に農業を説く男、耕作放棄地に新たな息吹】
  - 11月19日 - テレビ東京「日経スペシャル カンブリア宮殿」【耕作放棄地を体験農園に！農業の楽しさを広める異色ベンチャー】[5]
- 2016年
  - 4月 - NHK「東北発☆未来塾」
  - 12月6日 - テレビ東京「日経スペシャル ガイアの夜明け」#745 今こそ、地元の”助っ人”に！〜地域の銀行マン・信金マン〜[6]
- 2019年3月
  - テレビ朝日「サンデーLIVE!!」（ラクーザ）
  - テレビ東京「ワールドビジネスサテライト」（ラクーザ）【岐路に立つ卸売市場 農業ベンチャーの新たな挑戦】
- 2020年12月 – BSテレビ東京「羽田土曜会」
- 2021年
  - 2月 – BSテレビ東京「日経プラス10」
  - 7月 - 関西テレビ「KANSAIミライフ」

### 雑誌
- 2019年
  - 3月9日 - ダイヤモンド社　週刊ダイヤモンド
  - 4月13日 - 日本経済新聞社　日本経済新聞「市民農園、都心で手軽に　サービス充実レジャー感覚」
  - 4月15日 - 日本経済新聞社　日経グローカル「農業生産・経営の「最適解」を探せ！データを集約・分析する国の基盤が稼動」

## アグリイノベーション大学校の著名な卒業生
- 田中綾華 - ROSE LABO代表
- 高橋メアリージュン - 日本の女優・モデル